# Cornelis Rudolphus Theodorus Krayenhoff
Corneli(u)s Rudolphus Theodorus baron Krayenhoff, ook Kraijenhoff (Nijmegen, 2 juni 1758 - aldaar, 24 november 1840) was een Nederlands natuurkundige, arts, generaal, waterbouwkundige, cartograaf en tegen wil en dank korte tijd Nederlands minister van Oorlog.

## Biografie
C.R.T. Krayenhoff, lid van het geslacht Krayenhoff, zoon van Cornelis Johannes Kraijenhoff; waterbouwkundig ingenieur, militair en bierbrouwer te Nijmegen. Krayenhoff ontving zijn opleiding in Nijmegen, Arnhem en Harderwijk. In die stad leerde hij H.W. Daendels kennen. Hij was bestemd voor de rechtsgeleerdheid, maar studeerde af in de wijsbegeerte en geneeskunde (1777-1783). In zijn proefschriften behandelde hij de theorie van de verbeeldingskracht en een medisch overzicht van de dysenterie die in 1783 in Nijmegen heerste. Hij vestigde zich als arts te Amsterdam, nadat hij een aanbod als hoogleraar in Franeker had afgewezen. Hij werd lid van het genootschap Concordia et Libertate en van de Maatschappij tot Nut van 't Algemeen. In Felix Meritis gaf hij lezingen, vertoonde er natuurkundige proeven en nam schilderlessen. Op het verzoek van het Defensiewezen in Amsterdam de inundaties rondom de stad te organiseren ging hij niet in. Als gevolg van de chaos hebben de patriotten het Pruisische leger in oktober 1787 niet kunnen tegenhouden.
Krayenhoff was een autoriteit op het gebied van elektriciteit en bliksemafleiding. De toren van de Grote of Martinikerk in Doesburg kreeg in 1782 als eerste in Nederland een bliksemafleider. Hij won in 1787 samen met Adriaan Paets van Troostwijk een eerste prijs voor hun artikel over elektriciteit. In 1791 werd hij lid van de Hollandsche Maatschappij der Wetenschappen.
Aan het eind van 1794 nam Krayenhoff dienst in het Franse leger. Hij had Amsterdam heimelijk moeten ontvluchten omdat hij, Carel Wouter Visscher, Nicolaas van Staphorst en Alexander Gogel betrokken waren bij wapenopslag op het Bickerseiland. Op zondagmiddag 18 januari 1795 kwam hij op last van Daendels de Amsterdamse burgemeesters vertellen dat ze de volgende dag beter konden aftreden. De patriotten wilden niet alles aan de Fransen overlaten, omdat ze dan zelf minder te zeggen zouden krijgen. Na de omwenteling sloeg hij een staatkundige en militaire loopbaan in.

### Civiele en militaire loopbaan

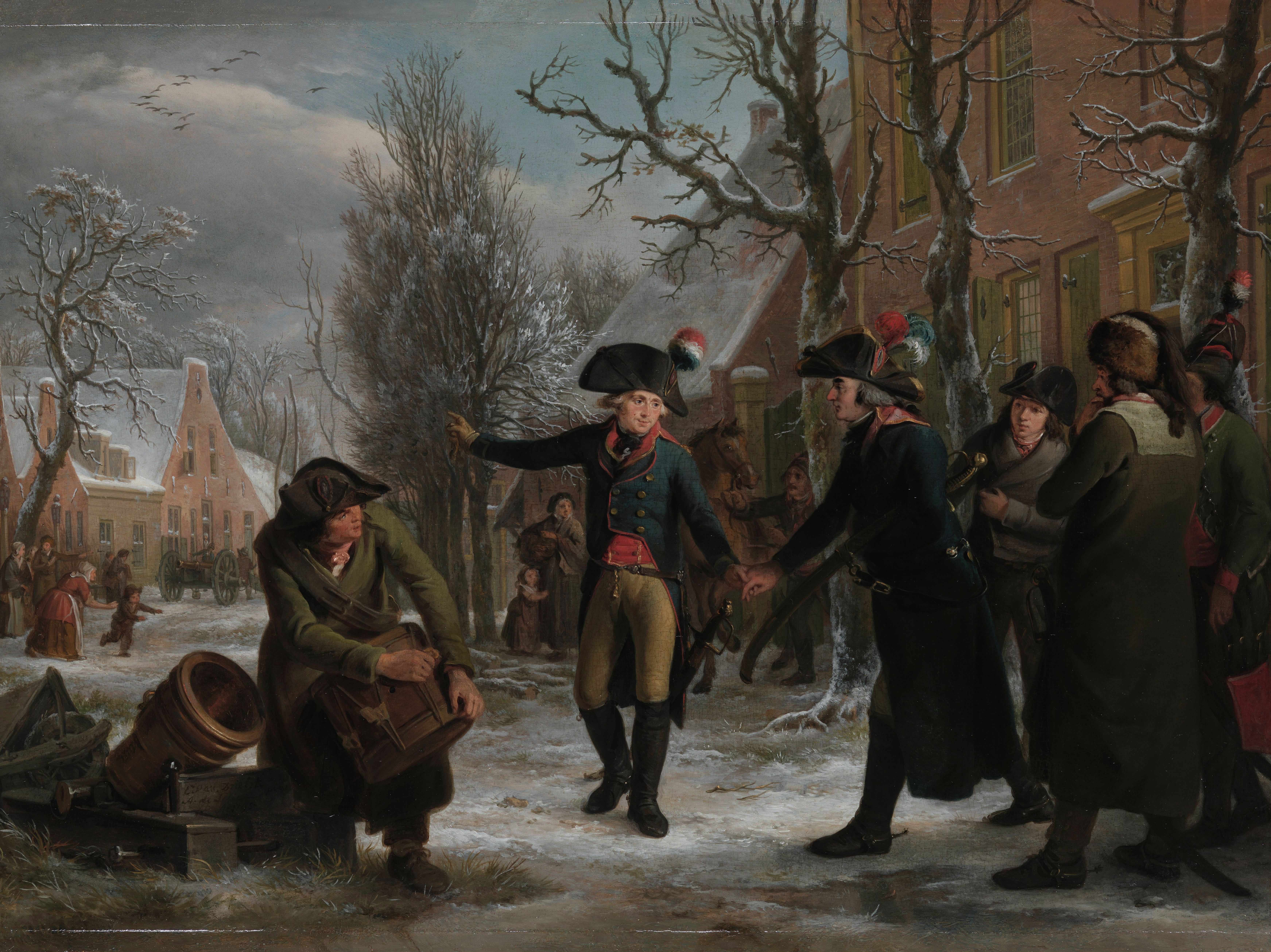
Egbert van Drielst en Adriaan de Lelie: Krayenhoff in Frans uniform bij zijn vertrek uit Maarssen op zondagochtend 18 januari 1795

In 1796 werd hij directeur van de Hollandse fortificaties en verhuisde naar Muiden. Vanaf 1798 was hij betrokken bij de nieuw te organiseren Rijkswaterstaat, nadat de soevereiniteit van de provincies was opgeheven. Hij woonde de veldtocht tegen de Russisch-Engelse invasie van 1799 bij (zie Slag bij Castricum) en adviseerde de legerleiding. Krayenhoff was inmiddels begonnen met wat zijn levenswerk zou worden: de driehoeksmeting, zodat Nederland gedetailleerd in kaart kon worden gebracht. ook hield hij zich bezig met het vaststellen van het Amsterdams Peil. Van 1797 tot 1812 voerde Krayenhoff samen met andere ingenieurs en Rijkswaterstaat de eerste landelijke waterpassing uit. Het in de 17e eeuw vastgelegde "Stadtspeyl" van Amsterdam werd daarbij als nulvlak gebruikt. De lijnen van deze waterpassing liepen voornamelijk langs de grote rivieren en langs de kust van de Zuiderzee.
Toen de stadsmuur van Amsterdam tussen 1803 en 1811 werd afgebroken, werd hem in 1805 gevraagd een plan voor de verdediging van de stad te ontwerpen. Daarmee gaf Krayenhoff de eerste aanzet tot de Posten van Krayenhoff, soms ook wel de Oude Stelling van Amsterdam genoemd. Hij is daarbij geassisteerd door Jan Blanken. 
Lodewijk Napoleon was zeer op hem gesteld en bood hem diverse functies aan. Krayenhoff was tien maanden Minister van Oorlog en organiseerde de verdediging van Amsterdam. De aanleiding was een dreigende invasie van Napoleon Bonaparte. Toen Napoleon dit ter ore kwam, moest Krayenhoff worden ontslagen. Bij een ontmoeting toonde Napoleon alsnog interesse en benoemde hem tot lid van het comité der fortificatiën te Parijs en tot ridder van het Legioen van Eer.
Krayenhoff kreeg ook een aantrekkelijk aanbod uit Rusland, maar was bang voor de keizer. Zijn twee zonen zijn in 1812 naar Rusland geweest en raakten in gevangenschap. Zijn oudste zoon vocht in de slag bij Slag bij Waterloo tegen Napoleon waarbij hij gewond raakte.
Willem de Clercq vermeldt in zijn dagboek dat Krayenhoff order zou hebben gegeven bij een eventuele aanval ... aan iedereen om de stenen voor zijn deur op te nemen, dezelve op zijn voorkamer te transporteren en daarmee de aanvallende Fransen lieflijk met een steenregen te begroeten. In 1813 woonde hij op Herengracht 500, dat verlaten was door de Franse generaals Dumonceau en Molitor. Hij werkte ijverig mee aan de Restauratie en in 1815 werd hij tot baron verheven. In 1815 was hij betrokken bij de heroprichting van het Topografisch Bureau voor het maken van een land-dekkende kaart van Nederland op de schaal van 1:115.200, de zogenaamde Krayenhoffkaart

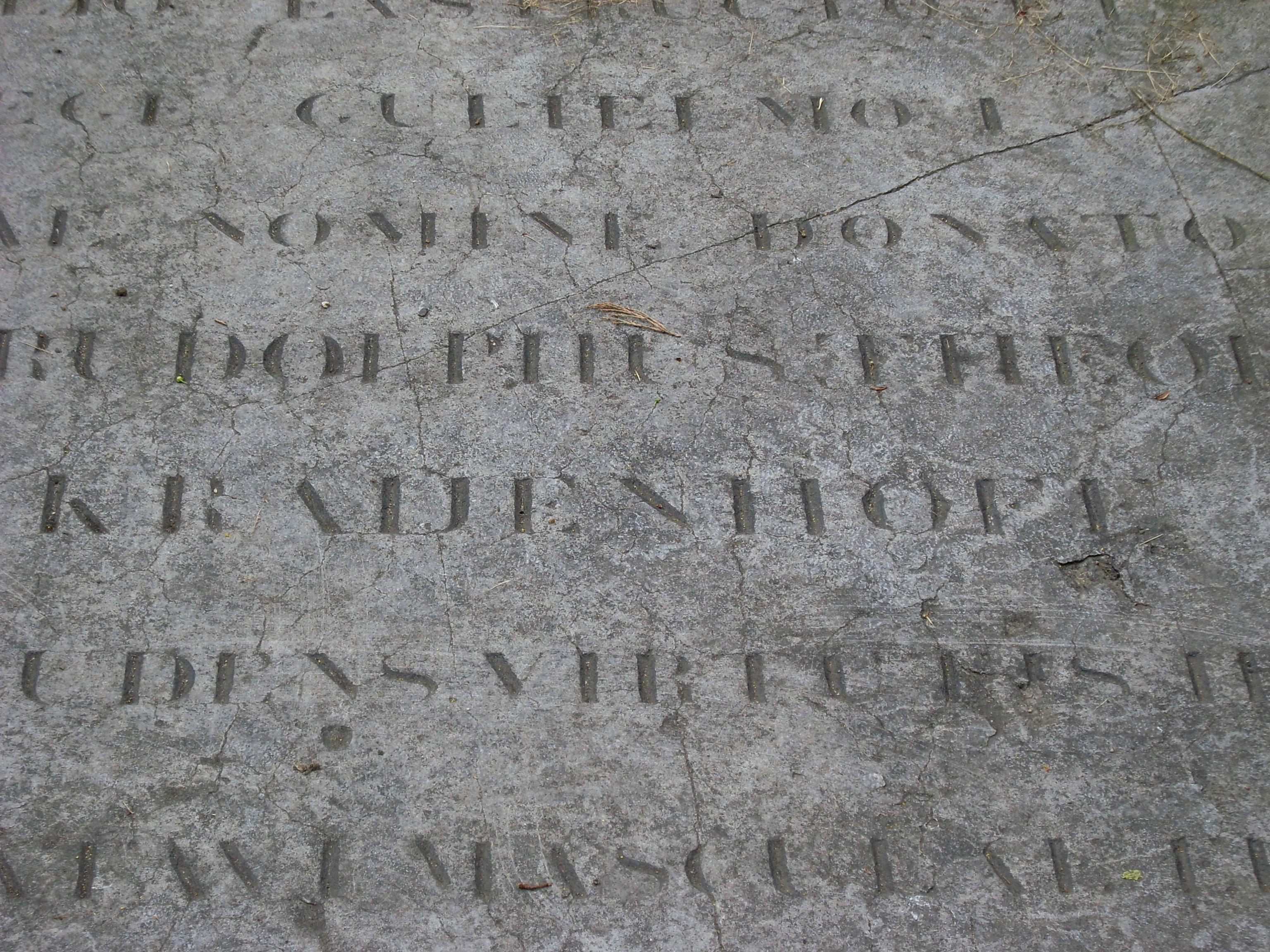
Detail van de grafsteen van baron Kraijenhoff in het Krayenhoffpark in Nijmegen. De naam is met ij geschreven. Op de grafsteen op de begraafplaats Rustoord in Nijmegen waar hij in 1914 is herbegraven, staat KRAYENHOFF met een y.

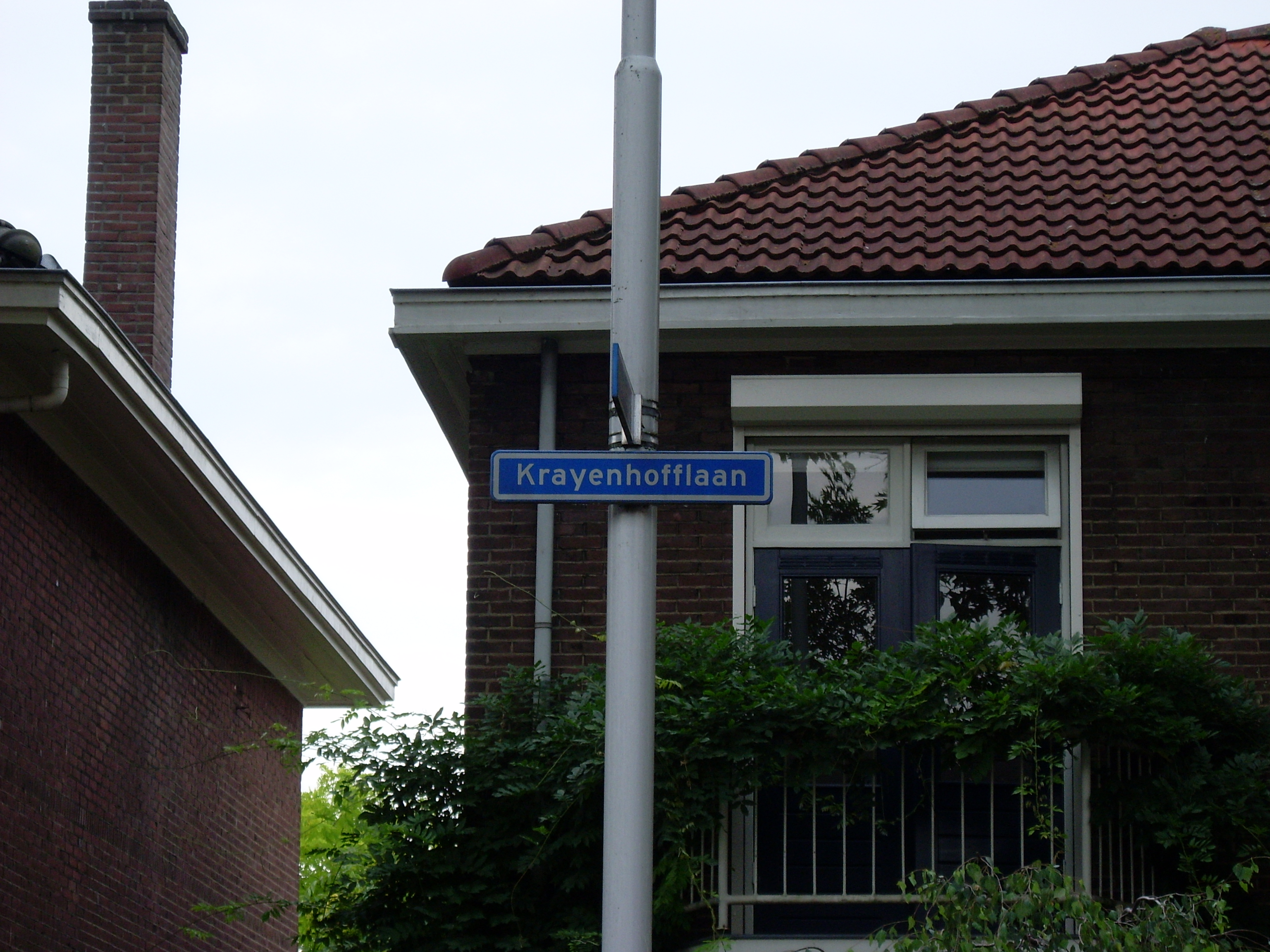
De naar baron Krayenhoff genoemde laan in Nijmegen wordt geschreven met een y.

Zijn jongste zoon, kapitein-ingenieur Johan Kraijenhoff, was betrokken bij de bouw van het fort Batavia in Nijmegen. De Koning gaf in 1826 toestemming om dit fort Kraijenhoff te noemen. In 1825 reisde hij met een fregat naar Suriname en Curaçao.
In 1818 raakte Krayenhoff in opspraak over de problemen bij de bouw van vestingwerken in Charleroi. Ook kreeg hij in 1826 problemen over gepleegde oneerlijkheden bij de aanbesteding en over de bouw van de vestingwerken in Ieper en Oostende. In 1830 volgde zijn vrijspraak. Op 12 mei 1823 werd Krayenhoff tot Grootkruis in de Militaire Willems-Orde benoemd voor zijn bijdrage in het versterken van de Nederlandse Zuidgrens. Sinds 1826 stond hij op non-actief en schreef aan zijn memoires. Krayenhoff overleed op 82-jarige leeftijd en is aanvankelijk begraven in het fort Kraijenhoff. In verband met de voorgenomen sloop van genoemd fort is Kraijenhoff op 18 juli 1914 in een door de Regering aangekochte grafkelder op de begraafplaats Rustoord te Nijmegen herbegraven (graf W-0221). De oorspronkelijke grafsteen is naar het Krayenhoffpark aan de Krayenhofflaan verplaatst. Ook werd in 1934 in Nijmegen de Eerste Infanterie Kazerne naar hem vernoemd als Krayenhoffkazerne.

## Publicaties
- Corn. Rudolph. Theod. Krayenhoff (1873). Proef eener elektrische natuurkunde : na't Fransch van den abt Jacquet. B. Wild, Utrecht, 528 blz + platen. Gearchiveerd op 6 oktober 2022.
- (la) Cornelis Rudolphus Theodorus Krayenhoff (1784). Summarium medicum inaugurale sistens brevem conspectum dysenteriae Neomagensis anni MDCCLXXXIII, Proefschrift Universiteit van Harderwijk. Joannem Moojen, Zutphen. Gearchiveerd op 5 oktober 2022.
- C.R.T. Krayenhoff, Adriaan Paets van Troostwijk (1788). De l'application de l'electricité à la physique et à la médecine. D.J. Changuion, Amsterdam, 18 blz. Gearchiveerd op 2 oktober 2022.
- Cornelis Krayenhoff (1808). Instructie voor de géographische ingenieurs - tekst (1808). Depôt-Generaal van Oorlog. Gearchiveerd op 5 oktober 2022.
- Cornelis Krayenhoff (1801). Instructie voor de géographische ingenieurs -  bijlagen(1808). Depôt-Generaal van Oorlog. Gearchiveerd op 6 oktober 2022.
- C.R.T. Krayenhoff (1813). Verzameling van hydrographische en topographische waarnemingen in Holland. Doorman en comp., Amsterdam. Gearchiveerd op 30 september 2022.
- (fr) Baron Krayenhoff (1815). Précis historique des opérations géodésiques et astronomiques faites en Hollande. Imprimerie Générale de l'État, La Haye. Gearchiveerd op 30 september 2022.
- Cornelis Krayenhoff (1815). Brief van den chef en inspecteur generaal van het corps ingenieurs aan de officieren van zijn wapen wegens de militaire verkenningen, 35 blz, met bijlagen. Gearchiveerd op 30 september 2022.
- Cornelis Krayenhoff (1819). Voorschriften wegens het plaatsen van bliksem-afleiders aan 's rijks gebouwen, behoorende onder de administratie van het departement van Oorlog, en wel bijzonder de buskruid-magazijnen. A. Kloots & Cie, 's-Gravenhage. Gearchiveerd op 4 oktober 2022.
- Cornelis Krayenhoff (1821). Proeve van een ontwerp tot sluiting van de rivier den Neder-Rhijn en Leck, en het storten van derzelver water op den IJssel. Wed. J.C. Vieweg en zoon, Nijmegen, 106 blz, bijagen, tabellen (deels gescnad), kaart (niet gescand). Gearchiveerd op 30 september 2022.
- Cornelis Krayenhoff (1823). Proeve van een ontwerp tot scheiding der rivieren de Whaal en de Boven-Maas, en het doen afloopen dezer laatste, over hare oudebedding, op het Bergsche-vel. Wed. J.C. Vieweg en zoon, Nijmegen, pp. 144. Gearchiveerd op 5 oktober 2022.
- Cornelis Krayenhoff (1825). Geschiedkundige beschouwing van den oorlog op het grondgebied der Bataafsche Republiek in 1799. Wed. J.C. Vieweg en zoon,, Nijmegen, pp. 508. Gearchiveerd op 5 oktober 2022.
- Cornelis Krayenhoff (1840). Extract uit het verbaal van den Inspecteur Generaal der Fortificatien, betreffende de dienst van het korps ingenieurs, gedurende het tijdvak van 1814 tot 1827. Haspels, Nijmegen, 212 blz. Gearchiveerd op 4 oktober 2022.
- Cornelis Krayenhoff (1830). De Luitenant-generaal Baron Krayenhoff voor het Hoog Militair Geregtshof beschreven en vrijgesproken. Wed. J.C. Vieweg en zoon,, Nijmegen, pp. 231. Gearchiveerd op 3 oktober 2022.
- Cornelis Krayenhoff (1831). Bijdragen tot de vaderlandsche geschiedenis van de belangrijke jaren 1809 en 1810. Wed. J.C. Vieweg en zoon,, Nijmegen, 474 blz. Gearchiveerd op 3 oktober 2022.
- Cornelis Krayenhoff (1836). Handleiding tot het stellen van bliksem-afleiders. Wed. J.C. Vieweg en zoon,, Nijmegen, 61 blz. Gearchiveerd op 30 september 2022.

### Kaarten
- Cornelis Krayenhoff (1823). Choro-topographische Kaart der Noordelijke Provincien van het koninkrijk der Nederlanden, uitgevoerd aan het Topographische Bureau van dezen Staat volgens het ontwerp, de Geodesische en Astronomische waarnemingen van den Luitenant Generaal Baron Kraijenhoff, 10 bladen. Gearchiveerd op 18 juni 2023.